# Rensselaer Falls
Rensselaer Falls és una població dels Estats Units a l'estat de Nova York. Segons el cens del 2000 tenia 337 habitants.

## Demografia
Segons el cens del 2000, Rensselaer Falls tenia 337 habitants, 124 habitatges, i 90 famílies. La densitat de població era de 448,7 habitants per km².
Dels 124 habitatges en un 41,1% hi vivien nens de menys de 18 anys, en un 50,8% hi vivien parelles casades, en un 16,1% dones solteres, i en un 27,4% no eren unitats familiars. En el 22,6% dels habitatges hi vivien persones soles el 9,7% de les quals corresponia a persones de 65 anys o més que vivien soles. El nombre mitjà de persones vivint en cada habitatge era de 2,62 i el nombre mitjà de persones que vivien en cada família era de 3,04.
Per edats la població es repartia de la següent manera: un 28,5% tenia menys de 18 anys, un 8,6% entre 18 i 24, un 29,4% entre 25 i 44, un 20,2% de 45 a 60 i un 13,4% 65 anys o més.
L'edat mediana era de 36 anys. Per cada 100 dones de 18 o més anys hi havia 95,9 homes.
La renda mediana per habitatge era de 30.417 $ i la renda mediana per família de 33.125 $. Els homes tenien una renda mediana de 30.625 $ mentre que les dones 17.125 $. La renda per capita de la població era de 13.190 $. Entorn del 12,2% de les famílies i el 12,1% de la població estaven per davall del llindar de pobresa.